# Epimedium pinnatum
Epimedium pinnatum är en berberisväxtart. Epimedium pinnatum ingår i släktet sockblommor, och familjen berberisväxter.

## Underarter
Arten delas in i följande underarter:
- E. p. colchicum
- E. p. pinnatum

## Bildgalleri

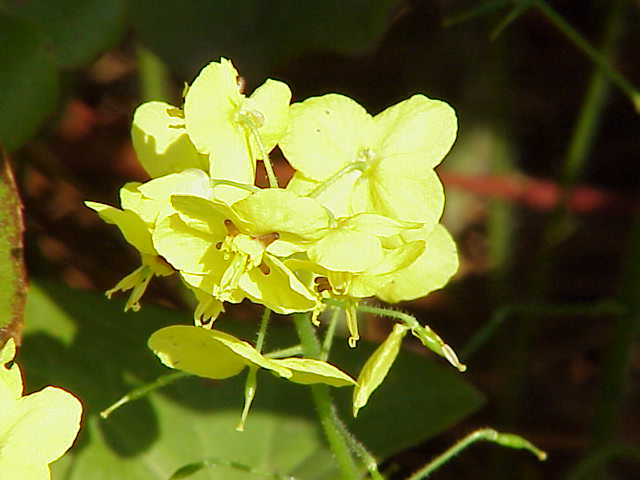
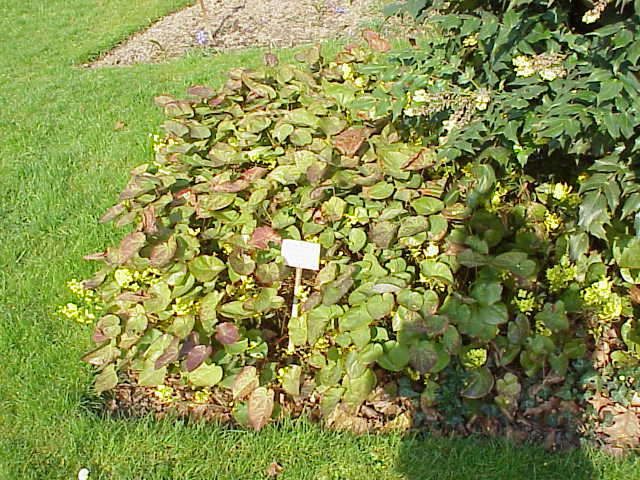
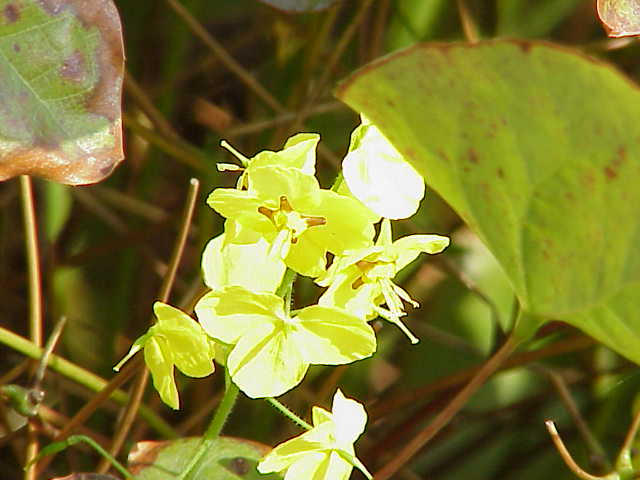
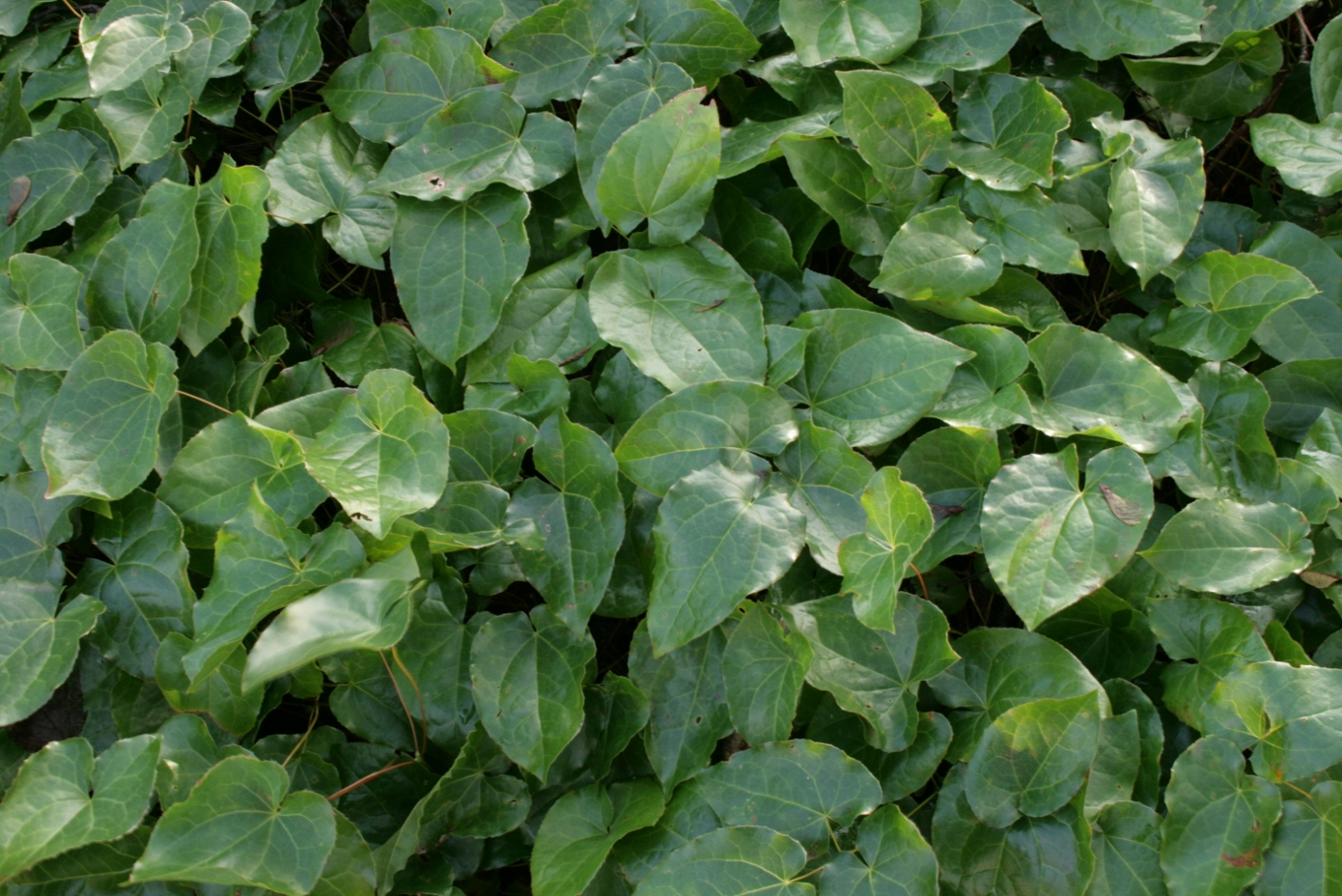